# Małgorzata Nalewajko
Małgorzata Joanna Nalewajko (ur. 2 stycznia 1955 w Warszawie) – filolog, historyk, iberystka i latynoamerykanistka, pracownik naukowy Uniwersytetu Warszawskiego.

## Życiorys
Absolwentka XLI Liceum Ogólnokształcącego im. Joachima Lelewela w Warszawie (1973). Ukończyła studia iberystyczne na Wydziale Neofilologii Uniwersytetu Warszawskiego (UW), uzyskując magisterium na podstawie pracy nt. rewolucji peruwiańskiej 1968 roku, napisanej pod kierunkiem Tadeusza Łepkowskiego (1979). W 1994 roku obroniła w Instytucie Historii Polskiej Akademii Nauk (IH PAN) pracę doktorską nt. procesów narodowotwórczych w Peru, napisaną pod kierunkiem Marcina Kuli. W roku 2014 habilitowała się na Wydziale Neofilologii UW na podstawie pracy na temat stosunków polsko-hiszpańskich i polskiej imigracji w Hiszpanii.
W latach 80., pracując jako tłumaczka i lektorka języka hiszpańskiego, kontynuowała równolegle badania naukowe w zakresie latynoamerykanistyki, prowadziła też zajęcia dydaktyczne z historii Ameryki Łacińskiej XIX i XX wieku w Katedrze Iberystyki UW i ze współczesnych problemów Ameryki Łacińskiej w Instytucie Krajów Rozwijających się UW. W latach 1991–2015 była zatrudniona w IH PAN, początkowo w Zakładzie Dziejów Ameryki Łacińskiej, potem w Zakładzie Dziejów Migracji Masowych, którym kierowała w latach 2005–2010. W latach 2001–2008 koordynowała lub uczestniczyła we wspólnych projektach badawczych PAN i hiszpańskiego Consejo Superior de Investigaciones Científicas (CSIS) nt. wzajemnego obrazu Polski i Hiszpanii oraz migracji masowych. Po odejściu z IH PAN pozostała współpracownikiem Zakładu Historii Społecznej XIX i XX Wieku.
Od roku 1993 pracuje w Katedrze Iberystyki Wydziału Neofilologii UW, przekształconej w 2000 roku w Instytut Studiów Iberyjskich i Iberoamerykańskich, gdzie wypromowała ponad 120 prac magisterskich, głównie z zakresu historii oraz problematyki społecznej, etnicznej i kulturowej Ameryki Łacińskiej.
Jest członkiem Polskiego Towarzystwa Studiów Latynoamerykanistycznych (PTSL). W latach 1986–1996 była sekretarzem redakcji czasopisma PTSL „Estudios Latinoamericanos”, od roku 2004 należy do Rady Redakcyjnej wrocławskich „Estudios Hispánicos”.

## Wybrane publikacje
- Książę de Parcent (Casimiro Florencio Granzow de la Cerda) Dramat Warszawy 1939–1944, tłum., oprac. i wprowadzenie M. Nalewajko, IH PAN, Warszawa 2016, ISBN 978-83-63352-67-7.
- M. Nalewajko, Nieznani a bliscy. Historyczne i społeczne uwarunkowania percepcji polskiej emigracji przełomu XX i XXI wieku w Hiszpanii, IH PAN, Warszawa 2012, ISBN 978-83-63352-02-8.
- M. Nalewajko, El Debate Nacional en el Perú (1920–1933), Cátedra de Estudios Ibéricos, Universidad de Varsovia, Varsovia 1995, ISBN 83-901747-4-X.